# Messel
Messel – gmina w Niemczech, w kraju związkowym Hesja, w rejencji Darmstadt, w powiecie Darmstadt-Dieburg.
Na terenie gminy znajduje się kopalnia odkrywkowa, jedno z najsłynniejszych w świecie tzw. Fossillagerstätte, znane z unikatowych znalezisk skamieniałości eocenu.